# Syndrome d'Ellis-Van Creveld
Pour les articles homonymes, voir EVC.
 Mise en garde médicale
Le syndrome d'Ellis Van Creveld (EVC) est un syndrome qui associe cliniquement un nanisme dysharmonieux atteignant surtout les jambes et les avant-bras, la présence de plus de cinq doigts, des anomalies des ongles et des dents ainsi qu'une malformation cardiaque souvent de type canal atrio-ventriculaire ou oreillette unique.
Les anciens termes dysplasie chondro-ectodermique ou dysplasie mésoectodermique ne reflètent pas la totalité des organes atteints par la mutation du gène EVC.
La découverte de cette pathologie est le fruit de nombreuses recherches scientifiques, du pédiatre Néerlandais Simon Van Creveld et du médecin Écossais Richard Ellis.
Le premier effectuant des recherches sur les pathologies sanguines (dont les effets de la consanguinité); le second était auteur de plusieurs livres, traitant des anomalies osseuses, chez l'enfant.
Le professeur Van Creveld créa l'institut qui porte son nom, à Utrecht, aux Pays-Bas.

Le roi Richard III d'Angleterre était très probablement atteint par cette pathologie.

## Incidence
- Atteint les deux sexes.
- L'incidence est d'environ 1 sur 60 000 naissances.
- 13 % de la population Amish de Pennsylvanie serait porteur du gène EVC mutant ce qui expliquerait la très grande fréquence de ce syndrome (1 sur 5000 naissances) dans cette population en raison des unions se faisant uniquement à l'intérieur de ce groupe.
- Les aborigènes australiens sont aussi atteints par cette pathologie puisqu'elle atteint 1 naissance sur 6 000 dans cette ethnie.

## Étiologie
- Mutation du gène EVC du chromosome 4.

## Description
- Nanisme évident à la naissance, les adultes mesurant entre 109 et 153 centimètres.
- Le crâne est normal. Il existe des anomalies des dents ou des gencives. Le thorax est étroit.
- La polydactylie ou hexadactylie est dite post-axiale. Elle atteint les mains et les pieds.
- Les membres inférieurs sont déformés en genu valgum et les pieds bots.
- Les garçons présentent souvent des anomalies des organes génitaux externes.
- Les malformations cardiaques sont très fréquentes.
- Des troubles neurologiques peuvent être diagnostiqués, dans certains cas.
- L'intelligence est le plus souvent normale.

## Diagnostic différentiel
Les principaux diagnostics différentiels sont :
- Syndrome de Jeune
- Achondroplasie

## Diagnostic anténatal
La suspicion de dysplasie osseuse est possible sur la biométrie fœtale et en cas de constatation de malformations cardiaques avec polydactylie.

## Conseil génétique
La maladie se transmettant sur un mode autosomique récessif, elle est donc plus fréquente en cas de consanguinité. Elle ne se manifeste que lorsque le fœtus est porteur des deux gènes.
Le risque de récurrence est donc de 25 % en cas de grossesse chez un couple ayant déjà un enfant atteint par cette pathologie.
Les fœtus hétérozygotes n'ont le plus souvent comme manifestation qu'un doigt surnuméraire.

## Mode de transmission
- Transmission autosomique récessive

## Sources
- (fr) Syndrome d'Ellis-Van Creveld
- (fr) Site sur les maladies rares
- (en) Online Mendelian Inheritance in Man, OMIM (TM). Johns Hopkins University, Baltimore, MD. MIM Number:225500